# 光化亭
光化亭位于中华人民共和国江苏省南京市玄武区中山陵园内，音乐台以东。由华侨捐款，刘敦桢设计，福建蒋源成石厂建造，1931年建成。光化亭是一座仿木结构的重檐八角亭，主要部件全部用花岗石雕成。2006年作为中山陵附属建筑成为南京市文物保护单位。